# بالميراس (باهيا)
بالميراس بلدية في ولاية باهيا في المنطقة الشمالية الشرقية من البرازيل.